# Dracocephalum fragile
Dracocephalum fragile là một loài thực vật có hoa trong họ Hoa môi. Loài này được Turcz. ex Benth. mô tả khoa học đầu tiên năm 1834.